# Sentenza (Magic)
Sentenza (Judgement in inglese) è un'espansione del gioco di carte collezionabili Magic: l'Adunanza, edito da Wizards of the Coast. In vendita in tutto il mondo dal 27 maggio 2002, è il terzo e ultimo set del blocco di Odissea, che comprende anche Odissea e Tormento.

## Caratteristiche
Sentenza è composta da 143 carte, stampate a bordo nero, così ripartite:
- per colore: 33 bianche, 27 blu, 16 nere, 27 rosse, 33 verdi, 4 multicolori, 3 terre.
- per rarità: 55 comuni, 44 non comuni e 44 rare.

Il simbolo dell'espansione è una bilancia, e si presenta nei consueti tre colori a seconda della rarità: nero per le comuni, argento per le non comuni, e oro per le rare.
Sentenza è disponibile in bustine da 15 carte casuali e in 4 mazzi tematici precostituiti da 60 carte ciascuno:
- Painflow (verde)
- Spectral Slam (bianco/verde)
- Air Razers (blu/rosso)
- Inundation (bianco)

### Prerelease
Sentenza fu presentata in tutto il mondo durante i tornei di prerelease il 18 maggio 2002, in quell'occasione venne distribuita una speciale carta olografica promozionale: l'incarnazione de La Gloria, che presentava il nome e il testo della carta in ebraico. È stata la terza e ultima carta promozionale delle prerelease a essere stampata in una lingua che non utilizza l'alfabeto romano.

### Ristampe
Nel set sono state ristampate le seguenti carte da espansioni precedenti:
- Genio di Ehrnam (presente nell'espansione Arabian Nights e nei set speciali Chronicles e Beatdown)
- Colpo Mirato (dall'espansione Cavalcavento)

## Novità
In questo set non sono presentate nuove abilità delle carte, vengono invece introdotte delle nuove meccaniche di gioco, oltre ad essere ulteriormente sviluppate quelle dei due set precedenti.

### Desideri
I desideri sono cinque carte che consentono a un giocatore di aggiungere alla propria mano una carta che possiede ma che non fa parte del gioco. Nelle partite occasionali i giocatori possono scegliere una carta qualsiasi dalla propria collezione, ma nei tornei sanzionati DCI è possibile scegliere solo fra le quindici carte del sideboard del proprio mazzo. Successivamente venne stampato un nuovo desiderio nell'espansione Visione Futura.

### Incarnazioni
(dalla Pergamena delle Origini)
In sentenza sono state stampate sette creature con questo tipo, queste carte hanno la particolarità di essere più utili da morte che da vive, infatti avendo un'incarnazione nel proprio cimitero è possibile accedere alla sua abilità, spesso in grado di potenziare tutte le proprie creature in gioco. Da notare che nell'espansione Lorwyn è stata stampata una nuova serie di incarnazioni, ma non hanno abilità simili a quelle di Sentenza, (al contrario non possono finire nel cimitero).

### Fantasmi
Alcune creature spirito di Sentenza, dette fantasmi, hanno la particolarità di non poter subire danni, esse hanno un valore di costituzione (e di solito anche di forza) pari a zero, ma entrano in gioco con un certo numero di segnalini +1/+1, quando dovrebbero ricevere del danno da una fonte, viene invece loro rimoso un segnalino +1/+1. Una carta di questo tipo è stata stampata anche nell'espansione Spirale Temporale.